# Maria Carmi

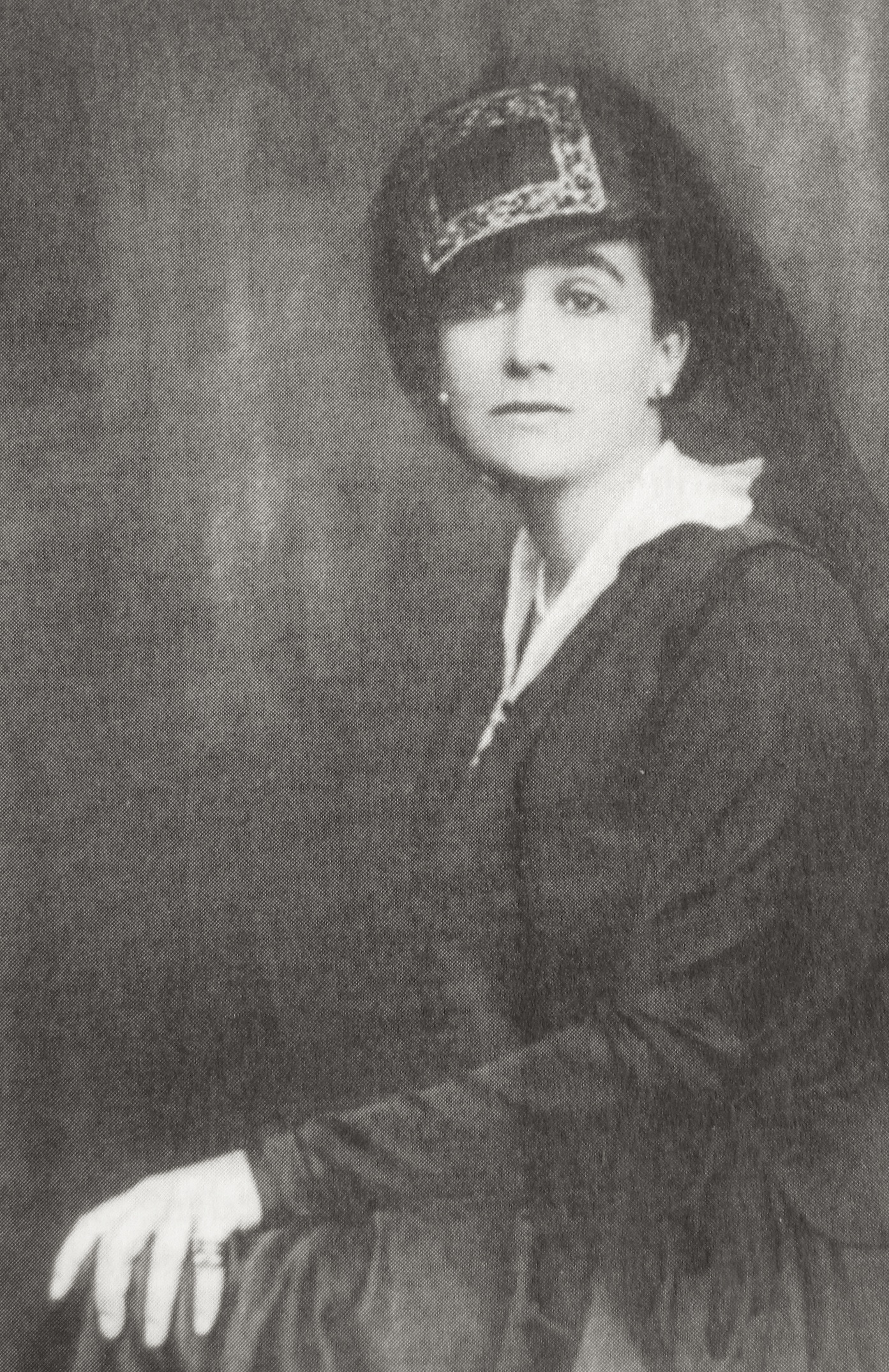
Maria Carmi

Maria Carmi (* 3. März 1880 in Florenz als Eleonora Erna Gilli genannt Norina; † 4. August 1957 in Myrtle Beach) war eine italienische Schauspielerin schweizerischer Abstammung, die durch ihre Mitwirkung in dem von ihrem ersten Ehemann Karl Gustav Vollmoeller verfassten Mysterienspiel Das Mirakel bekannt wurde.

## Leben

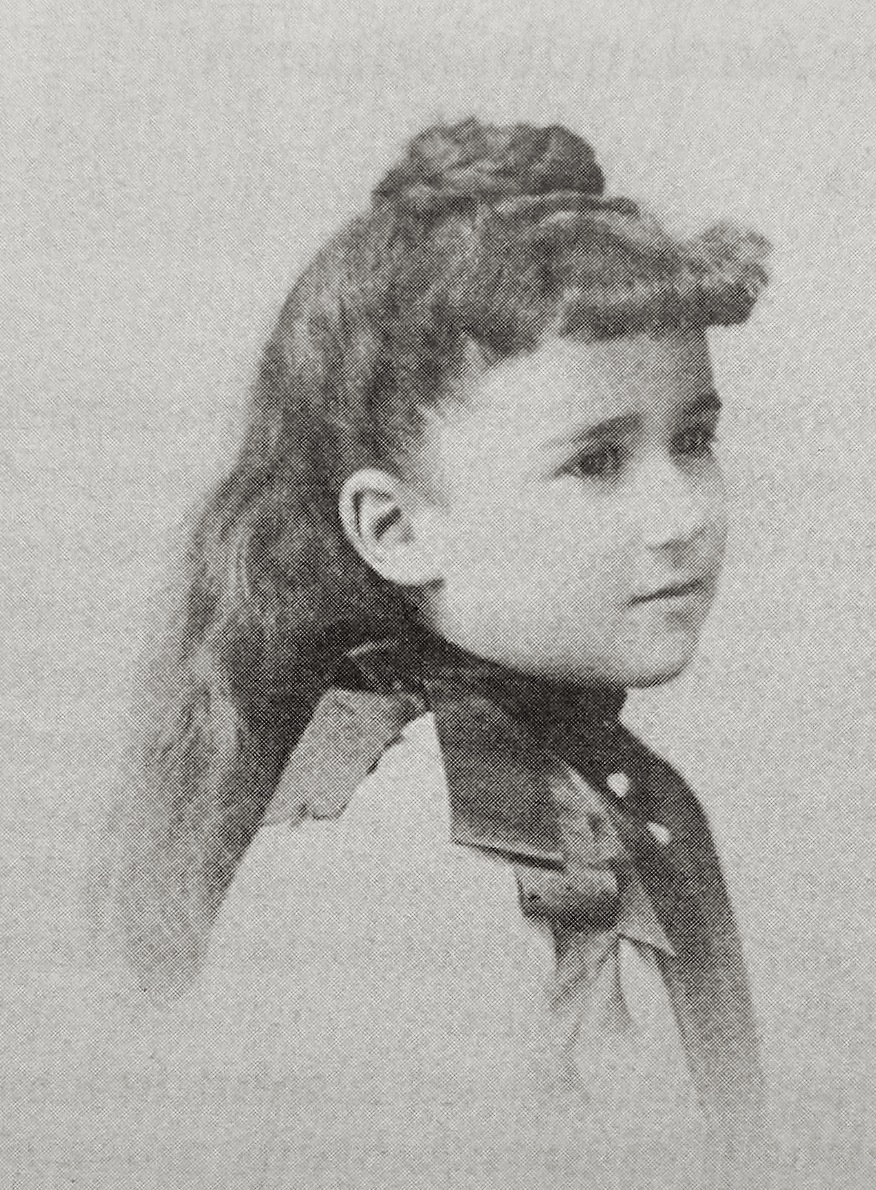
Norina Gilli als Kind in Florenz

Norina Gilli kam als jüngstes von fünf Kindern des Konditormeisters Luigi Gilli und dessen Ehefrau Emma Gilli, geb. Troll in Florenz zur Welt. Luigi Gillis Urgroßvater war aus Graubünden in die Toskana ausgewandert und hatte im Jahr 1733 die Konditorei Gilli im Zentrum von Florenz begründet.
Norina wuchs in Florenz und Fiesole auf, verbrachte die Sommermonate aber in Samedan, Graubünden, wo die Familie ein Haus im Ortskern besaß Nachdem sie 1894 lebensgefährlich an Tuberkulose erkrankt war, brachten ihre Eltern sie erst nach Samedan, von dort nach St. Moritz in eine Spezialklinik für Lungenkranke.
Durch die Brüder Züst, Auswanderer aus der Schweiz, Gründer der Züst-Automobilfabriken, lernte Norina 1903 ihren Ehemann Karl Gustav Vollmoeller kennen. Im Mai 1904 heiratete das Paar in San Salvatore al Monte in Florenz. Gabriele D’Annunzio war einer der Trauzeugen. Das junge Paar lebte in Vollmoellers Villa in Sorrent am Golf von Neapel, ab 1906 in Turin und in der Villa Il Pozzino in Castello, die Vollmoeller für Norina erworben hatte. Hier war Rainer Maria Rilke Ostern 1908 Gast der Vollmoellers. Im Spätsommer 1904 ereignete sich in der Villa Arlotta ein Skandal, als sich André Gide Vollmoeller homosexuell näherte, worauf dieser ihn erbost aus dem Haus warf. Im selben Jahr waren Arthur Schnitzler und seine Frau Olga in Sorrent zu Besuch.
Im Jahr 1906 überredete Vollmoeller Norina, ihn bei seiner Arbeit über Pier Jacobo Martelli zu unterstützen. Unter Norinas Pseudonym Maria Carmi wurde das Buch im Jahr 1906 im Verlag Bernardo Seeber Florenz veröffentlicht.
Im Herbst 1907 reiste Norina nach Berlin, wo sie Gast bei Sabine Lepsius und deren Mann Reinhold Lepsius war. Das raue Berliner Klima ließ ihre Lungenkrankheit wieder ausbrechen. Sie fuhr nach Davos in ein Lungensanatorium, wo sie mehrere Monate behandelt wurde. Insofern war sie nicht in der Lage, wie oft behauptet, zwischen 1907 und 1909 Schauspielunterricht bei Max Reinhardt zu nehmen. Dies beweist auch Ernst Sterns Äußerung in seinen Erinnerungen: „Jene Frau Carmi kam aus Florenz … Obwohl Dilettantin, verkörperte sie in idealer Weise“ [die Madonna]. Auch mehrere Stellen im Briefwechsel Rilkes mit Mathilde Vollmoeller der Jahre 1907 bis 1909 bestätigen Norinas Abwesenheit von Berlin.
Am 31. Juli 1911 in Tutzing, am Starnberger See, kam es zu einer schicksalhaften Begegnung zwischen Norina Vollmoeller und Max Reinhardt. Karl Gustav Vollmoeller kam von einem Besuch bei Gustav Klimt in Unterach am Attersee zurück, um seine Frau und Max Reinhardt in Tutzing zu treffen. Als Norina auf die beiden Männer zu kam, soll Max Reinhardt gegenüber Vollmoeller geäußert haben: „Da kommt unsere Madonna“. Norina Vollmoeller musste mühsam überzeugt werden, als Nicht-Schauspielerin die Rolle zu übernehmen.
Durch ihre Hauptrolle in Vollmoellers The Miracle, das am 23. Dezember 1911 in der Londoner Olympia Hall Premiere hatte, wurde sie unter ihrem Künstlernamen Maria Carmi zur weltweiten Berühmtheit. Die großen englischen, US-amerikanischen und deutschen Zeitungen waren voll des Lobes für Maria Carmis Schauspiel. Nach einer Sondervorstellung von Vollmoellers „Mirakel“ anlässlich des Eucharistischen Weltkongresses in Wien 1912 empfing Papst Pius X. das Ehepaar Vollmoeller am 28. Juni 1914 im Vatikan in Privataudienz. Im Interview mit der NYT äußerte Maira Carmi: „I was presented by the Prussian Embassy, but his Holiness at once recognized me as an Italian, saying: A German name, but Venetian eyes. And a Florentine nose, your Holiness, I replied, explaining that I was born in Tuscany.“
Vor und während des Ersten Weltkriegs war sie eine sehr gefragte Diva des deutschen und italienischen Stummfilms.
Durch die kriegsbedingte Abwesenheit ihres Mannes, der im Auftrag der Kulturabteilung des deutschen Außenministeriums gemeinsam mit seinem Freund Harry Graf Kessler in der Schweiz tätig war, lebte sich das Paar auseinander. In Berliner Diplomatenkreisen lernte Maria Carmi 1916 den georgischen Fürsten Georges Vasili Matchabelli (1885–1935) kennen. Trotz ihrer noch bestehenden Ehe mit Vollmoeller nutzte sie eine Gastspieltournee des Deutschen Theaters im Mai 1917 nach Schweden, um sich im Standesamt Stockholm in Bigamie mit Fürst Matchabelli zu verheiraten.
Nach Ende des Krieges und der Scheidung von Vollmoeller Anfang 1921 kehrte Maria Carmi nach Italien zurück. Ohne die Protektion ihres Ex-Mannes vom italienischen Film gemieden, wirkte Carmi kurze Zeit als Theaterschauspielerin in Italien. Ende 1923 zogen die Matchabellis in die USA, wo sie mehrere Jahre erneut in Vollmoellers The Miracle am Broadway und an Theatern in verschiedenen Großstädten auftrat. Carmi, nun Fürstin Norina Matchabelli, gründete 1924 gemeinsam mit ihrem Mann die Prince Matchabelli Perfume Company. 1933 reichte Fürst Matchabelli die Scheidung ein, da seine Frau eine führende Jüngerin des Gurus Meher Baba und Mitbegründerin dessen amerikanischer Niederlassungen geworden war. Wie stark sich ihre Persönlichkeit unter dem Einfluss Meher Babas veränderte, beschreibt die Schriftstellerin Mercedes de Acosta, eine nahe Freundin, in ihren Erinnerungen. De Acosta beschreibt auch, wie Norina sich im Auftrage ihres Gurus bemühte, Greta Garbo für dessen Sekte zu gewinnen.
Nach Matchabellis Tod 1935 erbte sie trotz Scheidung einen mehrstelligen Millionenbetrag, den sie Meher Baba schenkte. Norina Matchabelli wurde Meher Babas Sprecherin, da dieser ein Schweigegelübde abgelegt hatte und nur mittels einer Tafel mit seiner Umwelt kommunizierte. Dank Norinas exzellenter Kontakte zur Filmgemeinde Hollywoods, über die sie durch ihren Ex-Mann Karl Vollmoeller verfügte, versuchte sie zwei Mal, einen Film über Meher Baba drehen zu lassen. Beide Male gelang es ihr, Vollmoeller für die Erarbeitung es Drehbuches zu gewinnen, doch beide Projekte, für die sich namhafte Künstler engagierten, scheiterten an den unrealistischen Vorstellungen und Einwänden Meher Babas. Die Kopien der Drehbücher befinden sich in Vollmoellers Nachlass im Deutschen Literaturarchiv Marbach.
Obwohl lebensbedrohlich erkrankt, lebte Norina viele Jahre in ärmlichsten Verhältnissen in Indien, im Ashram ihres Gurus, bis der fortschreitende Krebs eine Behandlung in den USA erforderlich machte. Auch hier setzte sie sich noch vom Krankenbett aus intensiv für die Belange ihrer Sekte ein. Norina Matchabelli alias Maria Carmi verstarb 1957 im kurz zuvor errichteten Glaubenszentrum der Baba-Sekte in Myrtle Beach.

## Filmografie
- 1913: Das Mirakel
- 1913: Eine venezianische Nacht
- 1914: L’Accordo in minore
- 1914: Sperduti nel buio
- 1914: Therese Raquin
- 1915: Fluch der Schönheit
- 1915: Der Hermelinmantel
- 1915: Die rätselhafte Frau
- 1915: Spinolas letztes Gesicht
- 1916: Das Wunder der Madonna
- 1916: Für den Ruhm des Geliebten
- 1916: Aphrodite
- 1916: Homunculus
- 1916: Der Pfad der Sünde

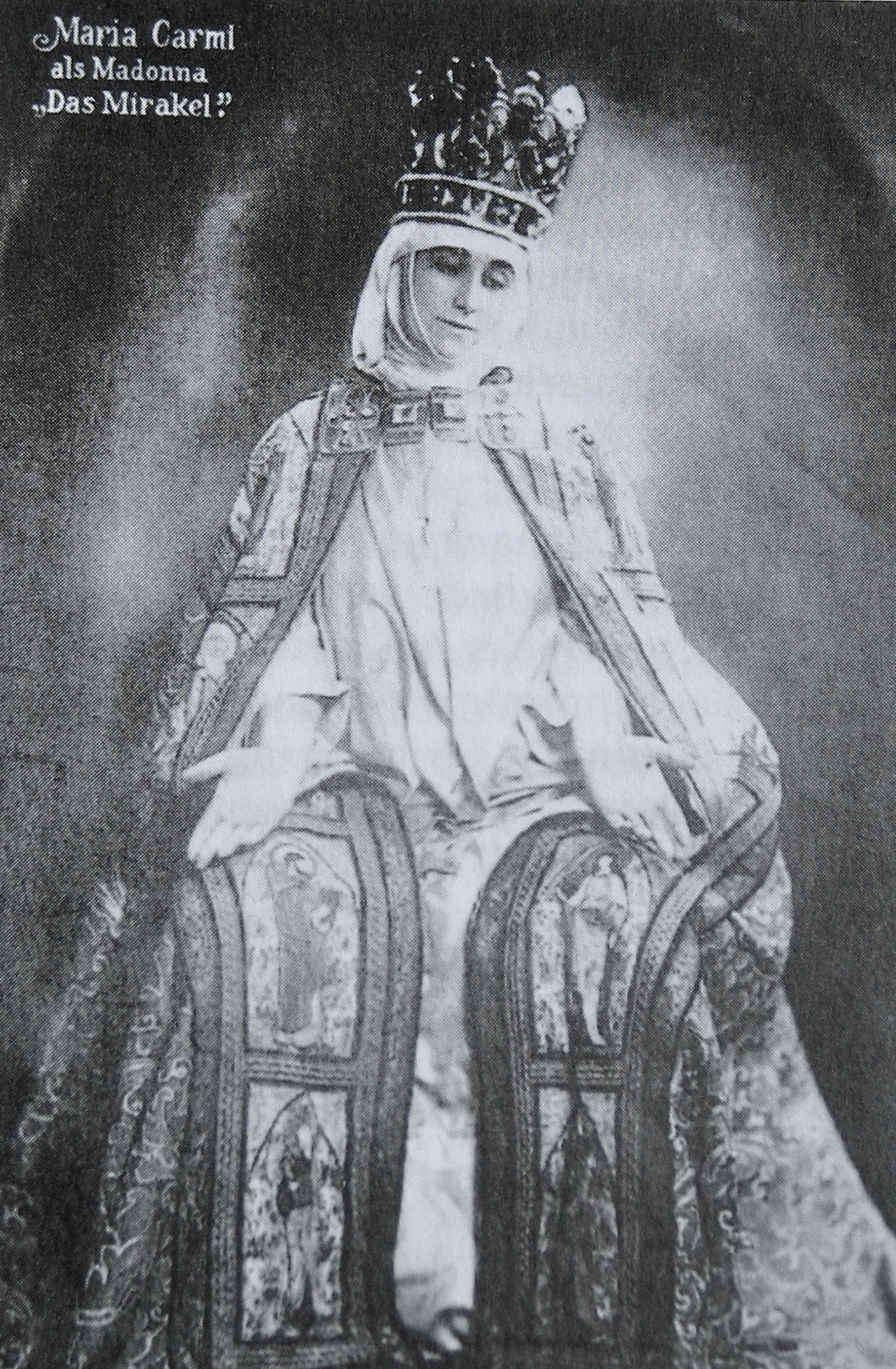
In «Das Mirakel»

- 1916: Der Letzte eines alten Geschlechtes
- 1916: Die Richterin von Solvingsholm
- 1916: Das Haus der Leidenschaften
- 1916: Der Fluch der Sonne
- 1916: Der Weg des Todes
- 1917: Wenn Tote sprechen
- 1917: Die Memoiren der Tragödin Thamar
- 1917: Rächende Liebe
- 1917: Das Spitzentuch der Fürstin Wolkowska
- 1918: Wenn die Sonne sinkt
- 1920: Per il passato
- 1921: Forse che si, forse che no

## Werk
- Maria Carmi: Pier Jacopo Martelli, Bernardo Seeber Verlag, Florenz 1906

## Film
- „Die Prinzessin von Samedan“ von Claudia Knapp, Dokumentarfilm, CH 2016, 25 Minuten[26]